# Épiclèse (liturgie)
Pour les articles homonymes, voir Épiclèse.
L'épiclèse (du grec ἐπίκλησις, épiklêsis, « prière » dans la koinè) est une invocation dans les liturgies chrétiennes. Telle qu'on la trouve depuis la liturgie byzantine, l’épiclèse est une invocation à Dieu le Père pour qu’il envoie son Esprit Saint afin de faire advenir sa puissance créatrice, pour la consécration des espèces, pour qu’il transforme les Dons, et que ces Dons sanctifient les fidèles qui les recevront (l'Esprit est actif à la création du monde, à l'incarnation du Christ, à la Résurrection...).

## Étymologie
Le mot épiclèse tire son étymologie des deux mots grecs epi, « sur » et kaleo, « appeler ». Il s'agit donc, par un moyen ou un autre, d'invoquer quelqu'un ou quelque chose.

## L'épiclèse dans la tradition
La première épiclèse connue est celle de l'anaphore d'Hippolyte de Rome. La prière eucharistique est entièrement travaillée à partir de cette anaphore. Dans le canon romain, qui a été la seule prière eucharistique utilisée entre le concile de Trente et Vatican II, il n'y a pas de mention explicite de l'Esprit, mais il y est sous-entendu. Vatican II a voulu que l'Esprit soit mentionné pour signifier l'action des trois personnes de la Trinité. L'épiclèse dans l'anaphore d'Hippolyte a été divisée en deux, d'une part sur les offrandes, et de l'autre sur le peuple.
La première prière eucharistique ne comprend que l'épiclèse avant le récit de l'institution. D'autres expressions que celle de « par la puissance de l'Esprit-Saint » ont été utilisées : « par ta main », « par ta bénédiction ». À l'origine ces expressions étaient synonymes de « par ton Esprit ».
Les prières eucharistiques orientales préfèrent l'épiclèse après le récit de l'institution.
La seconde trace de l'épiclèse est celle de Jacques le Juste, frère du Seigneur[réf. nécessaire]. On la retrouve dans le rite de l'Église de Jérusalem. Sa particularité est que, en plus de l'épiclèse sur les offrandes et sur le peuple, il y en a une sur le prêtre.
De nombreuses anaphores égyptiennes, qui comptent parmi les plus anciennes anaphores conservées aujourd'hui, incluent une épiclèse. Cependant, il semble que l'accent soit mis sur la liturgie entière comme une forme d'épiclèse, qui sanctifie entièrement le pain et le vin.

## L'épiclèse dans la liturgie catholique
La liturgie catholique prévoit deux épiclèses au cours de la prière eucharistique : 
- la première, dite épiclèse de consécration, située avant la consécration des offrandes, est une invocation de l'Esprit Saint sur le pain et le vin, pour que l'Esprit réalise la présence du Corps et du Sang du Christ. En même temps que le prêtre prononce les paroles, il fait un geste d'imposition des mains sur le pain et le vin. « L'Église a gardé l'imposition des mains comme signe de l'effusion toute-puissante de l'Esprit Saint dans les épiclèses sacramentelles[2]. »
- la seconde, dite épiclèse de communion, située après la consécration, est une invocation de l'Esprit sur le peuple, pour que l'Esprit rassemble les chrétiens dans l'unique peuple de Dieu, grâce à leur communion au Christ.

« Dans l'épiclèse de chaque sacrement, l'Église du Christ exprime sa foi en la puissance de l'Esprit. »

## Doctrines catholique et orthodoxe
Chez les catholiques
Traditionnellement, l'Église catholique considère que « le prêtre consomme la transsubstantiation par le seul fait de prononcer les paroles de l'institution », qui constituent ainsi « la forme du sacrement de l'eucharistie » (Ludwig Ott, Précis de théologie dogmatique, 1954, qui qualifie cette affirmation de « sentence certaine », en mentionnant, entre autres, le Decretum pro Armenis du Concile de Florence). Depuis quelques décennies, on assiste à une revalorisation du rôle de l'épiclèse chez les liturgistes catholiques. En témoigne, par exemple, cette citation du récent Catéchisme de l'Église catholique (numéro 1333): « Au cœur de la célébration de l’Eucharistie il y a le pain et le vin qui, par les paroles du Christ et par l’invocation de l’Esprit Saint, deviennent le Corps et le Sang du Christ ».
Chez les orthodoxes
Pour les orthodoxes, si les paroles de l'institution sont nécessaires en tant que garantes du mémorial, néanmoins, en elle-même, la consécration des saints dons s'accomplit par l'épiclèse. C'est saint Jean Damascène qui exprime le mieux cette doctrine : « Que si la parole de Dieu est vivante et efficace (Héb. 5, 12) et si tout ce que veut le Seigneur, il le fait (Ps. 134, 6) ; s'il dit : que la lumière soit, et elle fut, qu'il y ait un firmament et il fut [...]; si donc tout cela, ne peut-il faire du pain son corps, et du vin et de l'eau son sang ? Il dit au commencement « Que la terre produise une herbe verte », et jusqu'à présent, la pluie venue, elle pousse ses jets par le précepte divin qui fait jaillir et fortifie. Dieu dit : ceci est mon corps, et : ceci est mon sang, et : faites ceci en mémoire de moi, et cela se produit par son précepte tout-puissant jusqu'à ce qu'il revienne ; car ce sont ses paroles : jusqu'à ce qu'il revienne. Et la pluie, dans cette nouvelle culture, vient par l'épiclèse, c'est la puissance ad-ombrante du Saint-Esprit. » (De fide orthodoxa, IV, 13).
La prière d’anaphore au moment de l’Eucharistie, est dite par le célébrant au nom de tout le peuple, comme on le voit par l’emploi de la première personne du pluriel : « Nous t’invoquons, nous te prions et nous te supplions… », et l'assemblée du peuple s’associe à cette prière en disant Amen ; dans la liturgie de saint Basile, l’épiclèse invoque donc le Saint Esprit non seulement sur le Pain et le Vin, mais également sur les personnes : elle demande que l’Esprit Saint « nous unisse les uns aux autres dans la communion à l'unique Saint-Esprit, afin que nous devenions Église », tout comme les premiers disciples au jour de la Pentecôte. Dans la célébration du mariage orthodoxe, l’épiclèse demande à Dieu d’envoyer son Saint-Esprit sur l’homme et sur la femme « pour les couronner de gloire et d’honneur » et transformer le couple en cellule vivante du Corps du Christ, en une Église en miniature. Cette épiclèse intervient également dans le baptême orthodoxe au moment de la bénédiction des eaux, pour que le Saint Esprit fasse de l'eau du baptême le lieu où le catéchumène sera greffé sur le Christ ressuscité.